# Typha caspica
Typha caspica  là một loài thực vật có hoa trong họ Typhaceae. Loài này được Pobed. miêu tả khoa học đầu tiên năm 1950.